# پیز روتس
پیز روتس (به لاتین: Piz Rots) یک کوه در سوئیس است که در Samnaun واقع شده‌است. پیز روتس ۳٬۰۹۷ متر بالاتر از سطح دریا واقع شده‌است.